# 補酵素
補酵素（ほこうそ、英: coenzyme）とは、酵素反応の化学基の授受に機能する低分子量の有機化合物である。コエンザイム、コエンチーム、助酵素などとも呼ばれる。
一般に補酵素は酵素のタンパク質部分と強い結合を行わず可逆的に解離して遊離型になる（反対に不可逆的な解離を行うものは補欠分子族と呼ばれる）。補酵素の多くはビタミンとしてよく知られており、生物の生育に関する必須成分（栄養素）としてよく知られている。

## 補酵素と酵素の結合
補酵素とアポ酵素（補酵素を欠く酵素のタンパク質部分）はそれぞれ単独では化学反応触媒として機能せず、両者が混在する条件と基質分子が存在することにより、初めて酵素として機能する。補酵素とアポ酵素が結合した機能性酵素のことを「ホロ酵素」という。なお全ての酵素が補酵素を要求するわけではない。
アポ酵素 + 補酵素 {\displaystyle {\overrightarrow {\leftarrow }}} ホロ酵素
補酵素と酵素の結合は一般的にはゆるく、透析などの実験操作によって容易に外れる。結合の強さは一般的に解離定数（かいりていすう・かいりじょうすう）という数値によって示されるが、解離定数の数値によって補酵素であるか補欠分子族となるかの基準は存在しない。

## 補酵素の機能
補酵素は生体内で原子団の運搬を行うが、原子団の授受を行うことを意味する。授受を行う状態についてはそれぞれ、
- ～～受容体：原子団を受け取る状態
- ～～供与体：原子団を与える状態

という用語が用いられる（～～は伝達を行う物質名）。この両者の機能を有する物質名として『～～伝達体』という呼称が与えられる。例えば、もっとも有名な補酵素である補酵素Aに関しては、
- 受容体 → アシル受容体-転移酵素系（SH-CoAあるいはCoA）
- 供与体 → 転移酵素-アシル供与体系（アセチルCoA）

等と表記される。補酵素は遊離状態を呈することによって、1種類の物質をもって様々な代謝系に対応する。例えば補酵素Aではクエン酸回路およびβ酸化に関与している。

## 補酵素の種類
運搬する原子団による分類などは現在行われておらず、生育因子が補酵素であると後から実験的に証明されたものが多い。そのために補酵素の分類は主たる構造によっておこなわれる。しかしながら電子伝達に関する補酵素群に関しては、「電子伝達体」という呼称が与えられている。
なお、補酵素のリストについては以下の通りである。

### キノン補酵素
- PQQ（ピロロキノリンキノン）：酸化還元反応に関与 → 電子伝達体
- TPQ（トパキノン）：酸化的脱アミノ反応
- TTQ（トリプトファン-トリプトフィルキノン）：メチルアミン酸化還元
- LTQ（リシンチロシルキノン）：ペプチド内リシンの酸化
- CTQ（システニル-トリプトファンキノン）：アミンの酸化還元

### ビタミン補酵素
- TPP（チアミン二リン酸）：2-オキソ酸（ピルビン酸など）の脱炭酸、C-unit 転移、糖代謝系
- FAD、FMN（ビタミンB2）：酸化還元反応 → 電子伝達体
- PLP（ビタミンB6）：アミノ基転移、CO2 離脱
- NAD、NADP（ナイアシン）：酸化還元反応 → 電子伝達体
- 補酵素A（パントテン酸)：アシル基転移
- 補酵素R（ビオチン）：炭酸固定
- 補酵素F（葉酸）：C-unit 転移
- 補酵素B12（ビタミンB12）：H、Cの分子内転移

### その他の補酵素
- ATP（アデノシン三リン酸）：リン酸基の転移、エネルギーの利用
- UDPG（ウリジン二リン酸グルコース）：グリコーゲン合成

などがある。電子伝達体には補酵素に含まれないものも存在するが、両者の境はあいまいである。